# Mother Tucker
Mother Tucker («Такер, твою мать!», аллюзия на английское выражение Motherfucker) — вторая серия пятого сезона мультсериала «Гриффины». Премьерный показ состоялся 17 сентября 2006 года на канале FOX.

## Сюжет
Мать Питера, Тельма, является к Гриффинам и заявляет, что ушла от мужа, Фрэнсиса. Пытаясь познакомить с кем-нибудь Тельму, Лоис берёт её на «встречу одиноких» (a meeting for single people), где Тельма знакомится с Томом Такером. Они начинают встречаться, что опечаливает Питера: уж слишком быстро она нашла замену Фрэнсису. Попытки Питера расстроить их отношения ни к чему не приводят; Том убеждает Питера, что тот должен позволить своей матери быть счастливой. Питер принимает это, наслаждается своим новым отцом; и после огорчён, когда Тельма рвёт отношения с Томом. Питер осознаёт, что для отцов и сыновей важно проводить время вместе, и настаивает, чтобы Том больше уделял внимания своему сыну Джейку.
Тем временем Брайан устраивается работать на радио, ведущим шоу, но его атакует хулиганскими звонками Стьюи. Выходки малыша приходятся по душе продюсеру радиостанции, и тот приглашает Стьюи на роль второго ведущего шоу. Тот превращает утончённое, интеллигентное шоу Брайана в грубую и пошлую передачу, которую называет «Динго и малыш» («Dingo and the Baby»), к негодованию пса. Брайан увольняется, и вскоре на верхние строчки рейтингов выходит новое шоу Кливленда и Куагмира «Чёрный шоколад и Стержень» (Dark Chocolate and The Rod).

## Создание
Автор сценария: Том Деванни
Режиссёр: Джеймс Пардам
Приглашённые знаменитости: Филлис Диллер (в роли Тельмы), Тамера Моури (тоже в роли Тельмы) и Гор Видал (камео)

## Интересные факты